# Phymanthidae
Phymanthidae is een familie uit de orde van de zeeanemonen (Actiniaria). De familie is voor het eerst wetenschappelijk beschreven door Andres in 1883. De familie omvat 2 geslachten en 15 soorten.

## Geslachten
- Heteranthus
- Phymanthus Milne Edwards & Haime, 1851